# District de Soalala
Le district de Soalala est un district de la région de Boeny, situé dans l'Ouest de Madagascar.

## Économie
L'économie du district est basée sur l'élevage et la pêche.

## Éducation & Santé
Le district de Soalala dispose d'un centre hospitalier Niveau I sans dépôt de médicaments. Il dispose de structures d'enseignement de base, mais pas de lycée. Le taux de scolarisation au niveau primaire atteint 50 %.